# Новосельцев, Лукьян Евгеньевич
Лукья́н Евге́ньевич Новосе́льцев (18 ноября 1912 года, деревня Вергово, Смоленская губерния — 28 ноября 1956 года, посёлок Всходы, Смоленская область) — советский военный, участник Великой Отечественной войны, майор. Герой Советского Союза.

## Биография

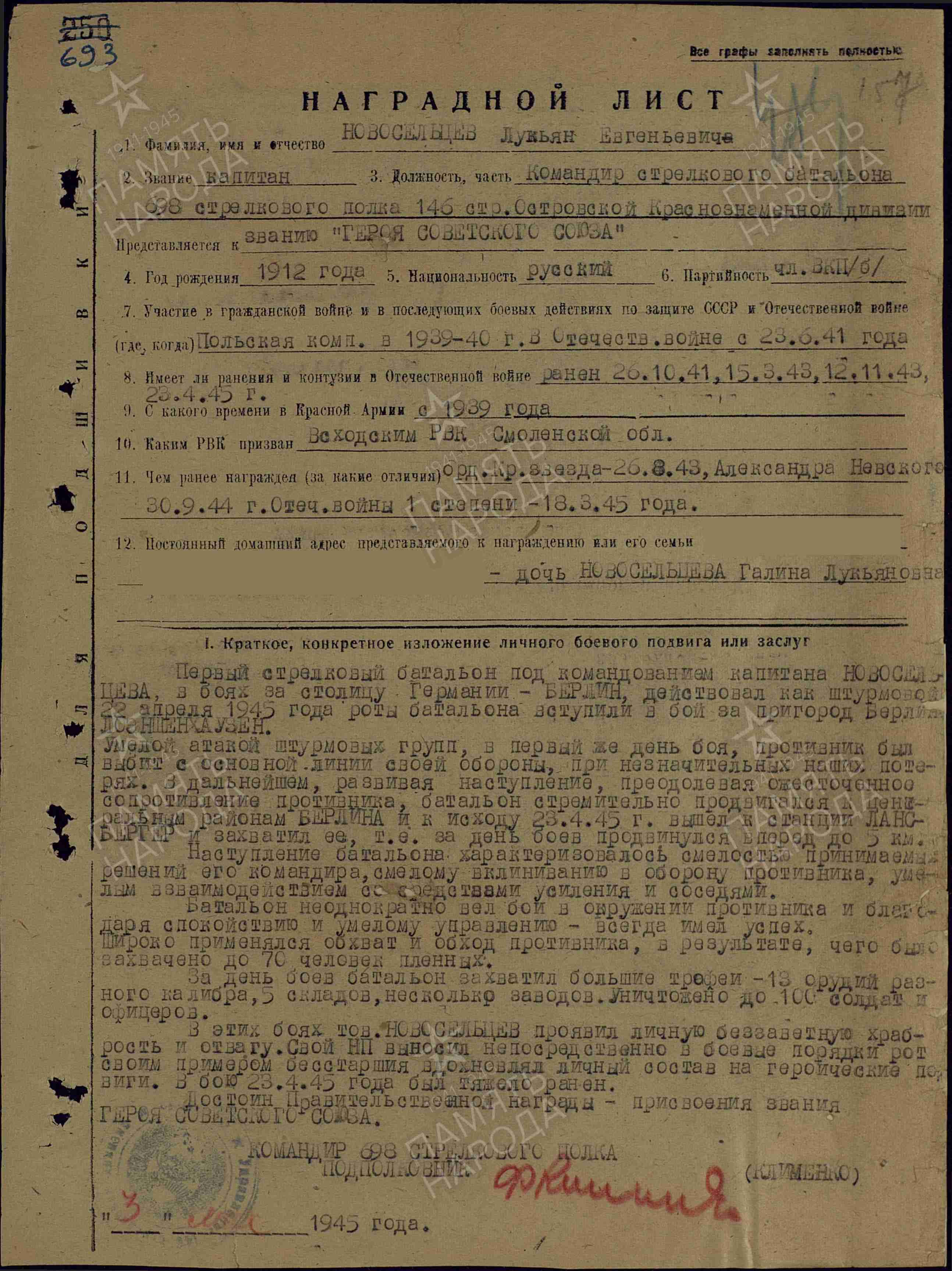

Родился 18 ноября 1912 в деревне Вергово Дорогобужского уезда Смоленской губернии (ныне — Угранского района Смоленской области) в семье крестьянина. Член КПСС с 1943 года. Окончил неполную среднюю школу.
В Красной Армии 1939 года. Участник освободительного похода советских войск в Западную Украину и Западную Белоруссию.
На фронтах Великой Отечественной войны с июня 1941 года. В 1943 году окончил Московское стрелковое пулемётное училище.
Командир батальона 698-го стрелкового полка (146-я стрелковая дивизия, 3-я ударная армия, 1-й Белорусский фронт). Капитан Новосельцев отличился в боях за Берлин. 22 апреля 1945 года батальон вступил в бой за окраину Берлина — Хоэкшонхаузена. Преодолевая ожесточённое сопротивление противника, к исходу следующего дня овладел железнодорожной станцией Лансбергер. Постоянно находился в боевых порядках батальона. Звание Героя Советского Союза присвоено 31 мая 1945 года.
После войны майор Новосельцев в запасе. Жил в посёлке Всходы (ныне Угранского района) Смоленской области. Работал в райкоме партии, райисполкоме.
Умер 28 ноября 1956 года.

## Семья
Брат — Новосельцев Иван.
Дочь — Новосельцева Галина Лукьяновна.   Дочь - Новосельцева Светлана Лукьяновна. 

## Награды
- Звезда Героя Советского Союза (медаль № 7095);
- орден Ленина;
- орден Александра Невского;
- орден Отечественной войны I-й степени;
- орден Красной Звезды;
- медали.